# Saint-Cyr de Rayssac
Pour les articles homonymes, voir Rayssac (homonymie).
Saint-Cyr-Marie-Joseph de Rayssac, né à Castres le 3 octobre 1837 et mort le 15 mai 1874 à Paris, était un poète français.
Fils d'un directeur des postes de vieille famille, il fit ses études à Paris. Il mourut de phtisie à l'âge de trente-sept ans. Ses poésies furent publiées, en 1877, par les soins d’Hippolyte Babou. Entre-temps, cinq de ses poèmes furent publiés en 1876 dans la troisième livraison du Parnasse contemporain. Son épouse, Berthe de Rayssac, était la marraine d'Ernest Chausson et eut une grande influence sur celui-ci. Le couple tenait un important salon rue des Beaux-Arts à Paris.

## Œuvres
- À Alfred de Musset (1868)
- Poésies (1877, posth.)